# Sergentomyia baghdadis
Sergentomyia baghdadis är en tvåvingeart som först beskrevs av Saul Adler och Oskar Theodor 1929.  Sergentomyia baghdadis ingår i släktet Sergentomyia och familjen fjärilsmyggor. Inga underarter finns listade i Catalogue of Life.